# Paizay-Naudouin-Embourie
Paizay-Naudouin-Embourie è un comune francese di 414 abitanti situato nel dipartimento della Charente, nella regione della Nuova Aquitania.

## Società

### Evoluzione demografica
Abitanti censiti